# Conferencias de las Partes del Acuerdo de Escazú
Las Conferencias de las Partes del Acuerdo de Escazú (COP Escazú) son unas conferencias bi-anuales que se celebran en el marco del Acuerdo de Escazú.Es el espacio de deliberación y toma de decisiones del Acuerdo.
Son organizadas por la Comisión Económica para América Latina y el Caribe (CEPAL), en colaboración con una Mesa Directiva. Las reuniones se llevan a cabo en la sede de la CEPAL en Santiago de Chile.

## Mecanismos

### Secretaría
El Secretario Ejecutivo de la CEPAL cumple el rol de la Secretaría.

### Mesa Directiva
Las COP Escazú cuentan con una Mesa Directiva, compuesta por una Presidencia y cuatro Vicepresidencias.Además, cuenta con un integrante de los representantes electos del público, que tiene voz pero no tiene voto. La Presidencia trabaja conjuntamente con la Secretaría del Acuerdo de Escazú para elaborar un temario provisional para las COP y facilitar el acceso a los documentos necesarios para la reunión.

### Participación del público
A diferencia de otros acuerdos internacionales, las COP de Escazú permiten la participación de representantes electos del público. Dicho representantes pueden estar en la mesa donde se sientan las delegaciones de los países, y pueden intervenir con voz, pero no tienen voto.

## Eventos

### 2024: COP3, Santiago de Chile
La Conferencia de las Partes del Acuerdo de Escazú (COP3) es una conferencia de América Latina y el Caribe sobre el Acuerdo de Escazú, desarrollada en la sede de la Comisión Económica para América Latina y el Caribe (CEPAL), en la ciudad de Santiago de Chile, entre el 22 y el 26 de abril de 2024.La Conferencia fue inaugurada por el presidente chileno Gabriel Boric.